# 第58回カンヌ国際映画祭
第58回カンヌ国際映画祭（だい58かいカンヌこくさいえいがさい）は、2005年5月11日から5月22日にかけて行われた。コンペティション部門では13の国から来た20の作品が賞を競った。
パルム・ドールを受賞したのはダルデンヌ兄弟の『ある子供』で、1999年『ロゼッタ』に続いて2度目の受賞となった。
審査委員長はエミール・クストリッツァが務めた。
日本からは、内田けんじ監督の『運命じゃない人』が批評家週間へ出品され、フランス作家協会賞(脚本賞)、最優秀ヤング批評家賞、最優秀ドイツ批評家賞、鉄道員賞(金のレール賞)の計4賞を受賞した。

## 受賞結果
- パルム・ドール：『ある子供』（ジャン＝ピエール&リュック・ダルデンヌ）
- グランプリ：『ブロークン・フラワーズ』（ジム・ジャームッシュ）
- 審査員賞：『青红』（ワン・シャオシュアイ）
- 監督賞：ミヒャエル・ハネケ（『隠された記憶』）
- 男優賞：トミー・リー・ジョーンズ（『メルキアデス・エストラーダの3度の埋葬』）
- 女優賞：ハンナ・ラズロ（『フリー・ゾーン 〜明日が見える場所〜』）
- 脚本賞：ギレルモ・アリアガ（『メルキアデス・エストラーダの3度の埋葬』）
- カメラ・ドール：ミランダ・ジュライ（『君とボクの虹色の世界』）、Vimukthi Jayasundara（『Sulanga Enu Pinisa』）
- ある視点賞：『ラザレスク氏の死』（クリスティ・プイウ）

## 審査員

### コンペティション部門
- 審査委員長
  - エミール・クストリッツァ（ユーゴスラビア/監督）
- 審査員
  - ファティ・アーキン（ドイツ/監督）
  - ハビエル・バルデム（スペイン/俳優）
  - ナンディタ・ダス（インド/俳優）
  - サルマ・ハエック（メキシコ/俳優）
  - トニ・モリソン（アメリカ/小説家）
  - ブノワ・ジャコ（フランス/監督）
  - アニエス・ヴァルダ（フランス/監督）
  - ジョン・ウー（中国/監督）

### ある視点部門
- 審査委員長
  - アレクサンダー・ペイン（アメリカ/監督）
- 審査員
  - ベッツィ・ブレア（アメリカ/俳優）
  - エドゥアルド・アンティン（アルゼンチン/批評家）
  - ジュヌヴィエーヴ・ウェルコム（フランス/ジャーナリスト）
  - ジル・マルシャン（フランス/監督）

### ショート映画部門・学生映画部門
- 審査委員長
  - エドワード・ヤン（台湾/監督）
- 審査員
  - シャンタル・アケルマン（ベルギー/監督）
  - コリン・マッケイブ（イギリス/プロデューサー）
  - シルヴィー・テステュー（フランス/俳優）
  - ユースリー・ナスラッラー（エジプト/監督）

## 上映作品

### コンペティション部門
| 題名 原題                                                                     | 監督                                        | 製作国                                           |
| ----------------------------------------------------------------------------- | ------------------------------------------- | ------------------------------------------------ |
| ヒストリー・オブ・バイオレンス A History of Violence                          | デヴィッド・クローネンバーグ                | アメリカ合衆国                                   |
| バッシング                                                                    | 小林政広                                    | 日本                                             |
| バトル・イン・ヘブン Batalla en el cielo                                      | カルロス・レイガダス                        | メキシコ フランス ドイツ ベルギー                |
| ブロークン・フラワーズ Broken Flowers                                         | ジム・ジャームッシュ                        | アメリカ合衆国                                   |
| 隠された記憶 Caché                                                            | ミヒャエル・ハネケ                          | フランス オーストリア ドイツ イタリア            |
| アメリカ、家族のいる風景 Don't Come Knocking                                  | ヴィム・ヴェンダース                        | ドイツ アメリカ合衆国 フランス                   |
| フリー・ゾーン 〜明日が見える場所〜 Free Zone                                 | アモス・ギタイ                              | イスラエル ベルギー フランス スペイン            |
| 映画館の恋 극장전                                                             | ホン・サンス                                | 韓国                                             |
| エレクション 黒社会                                                           | ジョニー・トー                              | 香港                                             |
| Kilomètre Zéro                                                                | ヒネル・サレーム                            | フランス イラン フィンランド                     |
| ある子供 L'enfant                                                             | ジャン＝ピエール&リュック・ダルデンヌ       | ベルギー フランス                                |
| ラストデイズ Last Days                                                        | ガス・ヴァン・サント                        | アメリカ合衆国                                   |
| レミング Lemming                                                              | ドミニク・モル                              | フランス                                         |
| マンダレイ Manderlay                                                          | ラース・フォン・トリアー                    | デンマーク スウェーデン オランダ フランス ドイツ |
| 描くべきか、愛を交わすべきか Peindre ou faire l'amour                         | アルノー・ラリユー ジャン＝マリー・ラリユー | フランス                                         |
| 青红 (Shanghai Dreams)                                                        | ワン・シャオシュアイ                        | 中国                                             |
| 13歳の夏に僕は生まれた Quando sei nato non puoi più nasconderti               | マルコ・トゥリオ・ジョルダーナ              | イタリア フランス イギリス                       |
| シン・シティ Sin City                                                         | フランク・ミラー ロバート・ロドリゲス       | アメリカ合衆国                                   |
| メルキアデス・エストラーダの3度の埋葬 The Three Burials of Melquiades Estrada | トミー・リー・ジョーンズ                    | アメリカ合衆国                                   |
| 秘密のかけら Where the Truth Lies                                             | アトム・エゴヤン                            | カナダ イギリス                                  |
| 百年恋歌 最好的時光                                                           | ホウ・シャオシェン                          | 台湾                                             |

### ある視点部門
| 題名 原題                                   | 監督                         | 製作国                                  |
| ------------------------------------------- | ---------------------------- | --------------------------------------- |
| Cinema Aspirins & Vultures                  | マルセロ・ゴメス             | ブラジル                                |
| Delwende                                    | S・ピエール・ヤメオゴ        | ブルキナファソ フランス                 |
| エリ・エリ・レマ・サバクタニ                | 青山真治                     | 日本                                    |
| Falscher Bekenner                           | クリストフ・ホッホホイスラー | ドイツ                                  |
| Havana Blues                                | ベニト・サンブラノ           | スペイン キューバ フランス              |
| Jewboy                                      | トニー・クラウイッツ         | オーストラリア                          |
| Joan                                        | コーネル・ムンドルッツォ     | ハンガリー ドイツ                       |
| ラザレスク氏の死 Moartea domnului Lăzărescu | クリスティ・プイウ           | ルーマニア                              |
| フィルム・マン Le Filmeur                   | アラン・カヴァリエ           | フランス                                |
| ぼくを葬る Le Temps qui reste               | フランソワ・オゾン           | フランス                                |
| Lower City                                  | セルジオ・マチャド           | ブラジル                                |
| Marock                                      | ライラ・マラクシ             | フランス                                |
| Nordeste                                    | フアン・ソラナス             | スペイン ベルギー フランス アルゼンチン |
| サングレ Sangre                             | アマト・エスカランテ         | メキシコ フランス                       |
| Schläfer                                    | ベンヤミン・ハイゼンベルク   | オーストリア ドイツ                     |
| Sulanga Enu Pinisa                          | ヴィムクティ・ジャヤスンダラ | スリランカ フランス                     |
| キング 罪の王 The King                      | ジェームズ・マーシュ         | アメリカ合衆国                          |
| ダーク・ホース Voksne mennesker             | ダグール・カウリ             | デンマーク アイスランド                 |
| Yek shab                                    | ニキ・カリミ                 | イラン                                  |
| Yellow Fella                                | イヴァン・セン               | オーストラリア                          |
| Zim and Co.                                 | ピエール・ジョリヴェ         | フランス                                |
| 弓                                          | キム・ギドク                 | 韓国                                    |

### 特別招待作品
- オペレッタ狸御殿 - 鈴木清順
- キスキス,バンバン - シェーン・ブラック
- クロッシング・ザ・ブリッジ - ファティ・アーキン
- スター・ウォーズ エピソード3/シスの復讐 - ジョージ・ルーカス
- 戦場のアリア - クリスチャン・カオリン
- マッチポイント - ウディ・アレン
- ミッドナイトムービー - スチュアート・サミュエルズ
- Avenge But One of My Two Eyes - アヴィ・モグラビ
- C'est past tout a fait la vie dont j'avais reve - ミシェル・ピッコリ
- Chromophobia - マーサ・ファインズ
- Darshan - l'Etreinte - ヤン・クーネン
- Kirikou et le Fétiche Égaré - ミッシェル・オスロ、ベネディクト・ガルップ
- Les Artistes du Theatre Brule - リティー・パニュ
- The Power of Nightmares - アダム・カーティス